# 毛利吉安
毛利 吉安（もうり よしやす）は、安土桃山時代から江戸時代初期の武将。豊後佐伯藩初代・毛利高政の弟にあたる。

## 経歴
鯰江氏の庶流・森高次の次男。幼少期から父兄とともに豊臣秀吉に仕えた。文禄4年（1595年）兄・高政が豊後国日田郡・玖珠郡のうちに2万石を与えられると、吉安はこれに付属して2,000石を分知された。
慶長6年（1601年）高政が佐伯2万石に封じられると、吉安も領内の床木・堅田2郷10ヶ村の2,000石に移った。寛永5年（1628年）に高政が没、同9年（1622年）跡を継いだ高成も死去する。高成の嫡子は当時3歳の高直だったため、吉安は高成の異母弟・高定を次期藩主に擁立した。しかし翌年、高直が家督を継承するとお家騒動に敗れた吉安は所領を幕府へ返上して旗本に転じ、新たに上総国に200石と蔵米1,800俵を給されることとなった。
後年、家名を父祖の森氏に戻している。寛永17年（1640年）68歳で没。南泉寺に葬られ、以後同家の菩提寺となった。家督は嫡男の吉隆が継いだが、孫の代に無嗣断絶。庶長子の吉房の家系も旗本家となったが、こちらも18世紀に断絶している（森忠右衛門を参照）。